# Teatrul din Orientul Mijlociu (Primul Război Mondial)
Imperiul Otoman s-a alipit Puterilor Centrale în octombrie-novembrie 1914, datorită alianței secrete Turco-germană semnată pe 2 august 1914, amenințând teritoriile ruse din Caucaz și mijloacele de comunicare britanice cu India și cu estul prin Canalul Suez. Acțiunile Imperiului Britanic au deschis un alt front la sud, prin Gallipoli (1915) și Mesopotamia, cu toate că inițial Turcia a reușit să respingă eforturile inamicilor. În contrast, în Mesopotamia, după campania dizastruoasă în Kut (1915-16), forțele Imperiul Britanic s-au reorganizat și au capturat Bagdadul în martie 1917. Mai departe înspre vest, în Campania Palestiniană, în ciuda eșecurilor inițiale, forțele Britanice au captural Ierusalimul în December 1917 și forța Egyptian Expeditionary Force sub comanda lui Edmund Allenby a învins forțele otomane în Bătălia de la Megiddo (septembrie 1918).
Armatele ruse general au triumfat în Caucaz. Enver Pasha, comandantul suprem a forțelor armate turce, era un om foarte ambițios, cu visul de a cuceri Asia centrală, însă nu a fost un soldat practic. El a inițiat o ofensivă cu 100,000 de soldați contra Rusiei în Caucas în decembrie 1914. Insistând aspura unui atac direct contra pozițiilor defensive ruse în munți în mijlocul iernei, Enver a pierdut 86% din forța sa la Bătălia de la Sarikamis. Comandantul rus în perioada 1915-1916, generalul Nikolai Yudenich, după unele victorii asupra turcilor, a forțat turcii să părăsească Armenia modernă, și într-un mod tragic a creat contextul pentru  deportarea și genocidul contra armenilor din Armenia de est. În 1917 Nicolai Nicolaevici a acăpărat controlul operațional de la Yudenich. Deținând controlul unei părți a coastei Mării Negre, Nicolai a continuat construirea căii ferate pentru a facilita aprovizionarea soldaților săi. El a fost pregătit pentru o ofensivă în primăvara anului 1917. Totuși, din cauza revoluției ruse, nici o ofensivă nu a fost inițiată și forțele ruse s-au destrămat.